# 줄리아 (프로그래밍 언어)
줄리아(Julia)는 고성능의 수치 해석 및 계산과학의 필요 사항을 만족시키면서 일반 목적 프로그래밍에도 효과적으로 사용될 수 있도록 설계된 고급 동적 프로그래밍 언어이다.

## 통신
줄리아 공식 배포판은 줄리아의 REPL 통신 세션 셸을 포함하고 있으며, 테스트 코드를 빠르게 실험하기 위해 사용할 수 있다. 다음 부분은 샘플 세션 예제의 하나로서, 문자열들은 printLn에 의해 자동으로 이어붙여진다.
```
julia>
 
p
(
x
)
 
=
 
2
x
^
2
 
+
 
1
;
 
f
(
x
,
 
y
)
 
=
 
1
 
+
 
2
p
(
x
)
y

julia>
 
println
(
"Hello world!"
,
 
" I'm on cloud "
,
 
f
(
0
,
 
4
),
 
" as Julia supports recognizable syntax!"
)

Hello world! I'm on cloud 9 as Julia supports recognizable syntax!

```

## 같이 보기
- 파이썬
- 님 (프로그래밍 언어)
- 모조 (프로그래밍 언어)